# Rodolfo Morthermer, I Barone di Monthermer
Ralph Morterhmer, I barone di Morthermer (1270 – 5 aprile 1325), detenne brevemente la Signoria di Glamorgan, prima che, nel 1307, andasse al suo erede naturale, Gilberto di Clare, VIII conte di Gloucester che per altro era anche il figliastro di Rodolfo. Egli detenne i contadi di Hertford e Gloucester solo in virtù del suo matrimonio con Giovanna Plantageneta che nel 1295 era rimasta vedova di Gilberto di Clare, VII conte di Gloucester. Di tutti i titoli della famiglia di Clare l'unico che detenne, per dieci anni fu, appunto, quello della Signoria di Glamorgan.

## Biografia
Rodolfo di Morthermer nacque nel 1270, la sua famiglia ci è ignota così come lo sono i primi venticinque anni della sua vita, egli sale alle cronache soltanto attorno al 1296 quando lo si trova in qualità di scudiero al servizio di Gilberto di Clare, VII conte di Gloucester che aveva sposato una delle figlie di Edoardo I d'Inghilterra, Giovanna Plantageneta. Non si sa da quanto fosse al servizio del conte, ma questi nel 1295 morì e due anni dopo Giovanna e Rodolfo si sposarono segretamente dopo che ella aveva ripetutamente chiesto al padre di elevarlo al rango di cavaliere. Pochi mesi dopo il re scoprì le nozze e ne fu così oltraggiato da imprigionare il genero a Bristol e ci volle l'intervento di Anthony Bek, Vescovo di Durham, perché Edoardo lo liberasse nel mese di agosto. Poco dopo Rodolfo rese omaggio al regale suocero all'Eltham Palace dove fu investito dei contadi ereditati dalla moglie dal primo marito, ma gli vennero dati jure uxoris il che significava che egli vi era legato solo finché vi erano eredi legittimi del vecchio conte di Gloucester. Nel mese di settembre fu convocato a Rochester dove partecipò a un consiglio militare che lo portò a prendere parte alla guerra contro la Scozia. Nel luglio seguente Rodolfo prese parte alla vittoriosa Battaglia di Falkirk e nel mese di dicembre gli fu data la somma di £ 1.538 per ripagarlo di cento cavalli che aveva messo a disposizione durante il conflitto. Nel 1300 Rodolfo fu ancora al fianco di Edoardo nell'assedio al Castello di Caerlaverock che si concluse con la vittoria inglese.
Nel febbraio 1301 Rodolfo si recò a Lincoln essenzialmente con lo scopo di partecipare alla composizione della Lettera dei baroni del 1301 che doveva essere spedita, in realtà non lo fu mai, a Papa Bonifacio VIII per respingere le sue pretese sulla Scozia. Il 24 giugno si recò a Carlisle per combattere ancora contro gli scozzesi al fianco del principe Edoardo e lo stesso avvenne nel 1303, 1304 e 1306. In quell'ultimo anno Rodolfo venne investito delle terre di Annandale oltre che del titolo di conte di Atholl che poi restituì al suo legittimo erede David Strathbogie, conte di Atholl per la somma di 10.000 marchi. Durante l'inverno Rodolfo servì come uno dei guardiani di Scozia venendo poi messo sotto assedio al castello di Ayr.
Giovanna morì nel 1307, probabilmente di parto al castello di Clare nel Suffolk, dopo la sua morte egli perse tutti i diritti che fino ad allora aveva esercitato sui titoli dei figliastri e solo nel 1309 Edoardo II d'Inghilterra gli diede un proprio titolo investendolo del titolo di Barone di Morthermer. Sempre nel 1307 venne nominato guardiano del Castello di Cardiff cui si aggiunsero altri manieri del Galles, fra il 1311 e il 1312 andò nuovamente a servire come guardiano in Scozia. Dal 1315 divenne guardiano delle foreste a sud del fiume Trent dove rimase per cinque anni.
Attorno al 1313 Rodolfo si sposò un'altra volta e ancora una volta in segreto. La sposa era Isabel le Despenser, vedova di John Hastings, I barone Hastings (6 maggio 1262-28 febbraio 1313), una trasgressione che gli venne perdonata solo sei anni dopo.
Rodolfo morì nel 1325.
Dal secondo matrimonio non ebbe figli, mentre dalle prime nozze con Giovanna nacquero:
- Mary de Morthermer che sposò Duncan IV conte di Fife
- Thomas de Morthermer, II barone Morthermer (4 ottobre 1301-24 giugno 1340)
- Edward de Morthermer (1304-1340)